# باريس سان جيرمان موسم 2005–06

## موسم 05-2006: موسم مقبول وتزعّم كأس فرنسا
بدأ الفريق الباريسي هذا الموسم بداية قوية بتحقيق الفوز نادي ميتز في افتتاح الدوري بـ1-4 على ملعب بارك دي برانس، وتصدّر ترتيب الدوري مع نهاية الجولة الرابع، واستمر تواجده ضمن الثلاتة الأوائل حتى نوفمبر حين دخل في دوامة من النتائج السلبية التي أطاحت بالمدرب لوران
فورنييه بعد شهرين وتحديداً خلال فترة العطلة الشتوية، وعينت الإدارة محلّه غي لاكومب ليبدأ مع النصف الثاني للموسم، وعلى الرغم من إنهاء الموسم في المركز التاسع فإنه قاد الفريق إلى المباراة النهائية لكأس فرنسا ضد الغريم مرسيليا ونجح باريس سان جرمان في الفوز على منافسه 1-2 في 29 أبريل 2006، ليحرز لقبه السابع في البطولة تاريخياً، وبهذا الإنجاز تقدّم الفريق على نادي سانت إتيان (6 ألقاب) في سجل الفائزين بمسابقة كأس فرنسا وليعتلي زعامتها، ومكّن هذا الفوز الفريق من المشاركة مُجدداً في بطولة كأس الاتحاد الأوروبي في الموسم الموالي،

وانتهى هذا الموسم بوصول مساهمين جدد للنادي (كولوني كابيتال وباتلر كابيتال بارتنرز ومورغان ستانلي)، وتم تعيين ألن كايزاك رئيسا للنادي.